# Мишино (Ленінградська область)
Мишино (рос. Мишино) — присілок у Кінгісеппському районі Ленінградської області Російської Федерації.
Населення становить 18 осіб. Належить до муніципального утворення Вистинське сільське поселення.

## Історія
Згідно із законом від 28 жовтня 2004 року № 81-оз належить до муніципального утворення Вистинське сільське поселення.

## Населення
| 1838 | 1848 | 1857 | 1862 | 1882 | 1899 | 1997 |
| ---- | ---- | ---- | ---- | ---- | ---- | ---- |
| 104  | ↗108 | ↘97  | ↘94  | ↗168 | ↗191 | ↘40  |
| 2007 | 2010 | 2017 |      |      |      |      |
| ↘20  | ↗42  | ↘18  |      |      |      |      |